# Нетеребська сільська рада
Нетере́бська сільська́ ра́да — адміністративно-територіальна одиниця та орган місцевого самоврядування в Корсунь-Шевченківському районі Черкаської області. Адміністративний центр — село Нетеребка.

## Загальні відомості
- Населення ради: 2 161 особа (станом на 2001 рік)

## Населені пункти
Сільській раді підпорядковані населені пункти:
- с. Нетеребка
- с. Набутів
- с-ще Сахнівське

## Склад ради
Рада складається з 16 депутатів та голови.
- Голова ради: Давидчук Сергій Павлович
- Секретар ради: Михайлюк Лідія Іванівна

### Керівний склад попередніх скликань
| Прізвище, ім'я, по батькові | Основні відомості                                                         | Дата обрання | Дата звільнення |
| --------------------------- | ------------------------------------------------------------------------- | ------------ | --------------- |
| Прутас Марія Василівна      | Сільський голова, 1953 року народження, освіта вища                       | 26.03.2006   | 31.10.2010      |
| Прутас Марія Василівна      | Сільський голова, 1953 року народження, освіта вища, член Партії регіонів | 31.10.2010   | 05.03.2014      |
| Давидчук Сергій Павлович    | Сільський голова, 1970 року народження, освіта вища, безпартійний         | 26.10.2014   |                 |

Примітка: таблиця складена за даними сайту Верховної Ради України

### Депутати
За результатами місцевих виборів 2010 року депутатами ради стали:

#### За суб'єктами висування
| Суб'єкт висування                                       | Кількість обраних депутатів | %    |
| ------------------------------------------------------- | --------------------------- | ---- |
| Самовисування                                           | 7                           | 43,8 |
| Партія регіонів                                         | 4                           | 25   |
| Комуністична партія України                             | 2                           | 12,5 |
| Соціалістична партія України                            | 2                           | 12,5 |
| Політична партія Всеукраїнське об'єднання «Батьківщина» | 1                           | 6,3  |

#### За округами
| № округу                                                | Прізвище, ім'я, по батькові    | Дата визнання обраним | Освіта  | Партійна приналежність | Відомості про обраного депутата                               |
| ------------------------------------------------------- | ------------------------------ | --------------------- | ------- | ---------------------- | ------------------------------------------------------------- |
| Комуністична партія України                             |                                |                       |         |                        |                                                               |
| 9                                                       | Задорожній Юрій Миколайович    | 03.11.2010            | середня | позапартійний          | приватний підприємець                                         |
| 10                                                      | Таран Людмила Миколаївна       | 03.11.2010            | середня | позапартійна           | тимчасово не працює                                           |
| Партія регіонів                                         |                                |                       |         |                        |                                                               |
| 4                                                       | Фесенко Ольга Петрівна         | 03.11.2010            | середня | член Партії регіонів   | тимчасово не працює                                           |
| 5                                                       | Перевозна Антоніна Іванівна    | 03.11.2010            | вища    | позапартійна           | Набутівськаамбулаторія, головний лікар                        |
| 13                                                      | Михайлюк Лідія Іванівна        | 03.11.2010            | вища    | член Партії регіонів   | Нетеребська сільська рада, секретар                           |
| 15                                                      | Бондаренко Галина Іванівна     | 03.11.2010            | вища    | позапартійна           | Нетеребський НВК, заступник директора                         |
| Політична партія Всеукраїнське об'єднання «Батьківщина» |                                |                       |         |                        |                                                               |
| 1                                                       | Малюга Олег Петрович           | 03.11.2010            | вища    | позапартійний          | Корсунь-Шевченківський професійний ліцей, заступник директора |
| Соціалістична партія України                            |                                |                       |         |                        |                                                               |
| 8                                                       | Білокур Анатолій Олександрович | 03.11.2010            | вища    | позапартійний          | тимчасово не працює                                           |
| 11                                                      | Григоренко Віталій Іванович    | 03.11.2010            | вища    | позапартійний          | ВДСОМ.Корсунь-Шевченківський, охоронник                       |
| Самовисування                                           |                                |                       |         |                        |                                                               |
| 2                                                       | Тарасенко Ігор Миколайович     | 03.11.2010            | вища    | позапартійний          | приватний підприємець                                         |
| 3                                                       | Курінний Сергій Миколайович    | 03.11.2010            | середня | позапартійний          | Нарбутівський сільський клуб, завідувач                       |
| 6                                                       | Каплун Галина Василівна        | 03.11.2010            | вища    | позапартійна           | ТОВ «Приват-Агро-Білозіря», бухгалтер                         |
| 7                                                       | Бенько Вікторія Андріївна      | 03.11.2010            | вища    | член Партії регіонів   | Набутівськаамбулаторія, медсестра                             |
| 12                                                      | Казимір Оксана Іванівна        | 03.11.2010            | вища    | позапартійна           | Нетеребський фельдшерсько-акушерський пункт, фельдшер         |
| 14                                                      | Поскрипко Тетяна Яківна        | 03.11.2010            | вища    | позапартійна           | Нетеребська сільська рада, землевпорядник                     |
| 16                                                      | Огілько Сергій Олексійович     | 03.11.2010            | середня | позапартійний          | СТОВ "Агрофірма «Корсунь», тракторист                         |